# Utopia (film, 1983)
Pour les articles homonymes, voir Utopia (homonymie).
Pour plus de détails, voir Fiche technique et Distribution.
Utopia est un film allemand réalisé par Sohrab Shahid Saless, sorti en 1983.

## Synopsis
L'histoire de cinq prostituées et de leur mac.

## Fiche technique
- Titre : Utopia
- Réalisation : Sohrab Shahid Saless
- Scénario : Manfred Grunert et Sohrab Shahid Saless
- Musique : Rolf Bauer
- Photographie : Ramin Reza Molai
- Montage : Christel Orthmann
- Production : Willi Segler
- Société de production : Studio Hamburg Serienwerft, Ullstein Tele Video et ZDF
- Pays :  Allemagne de l'Ouest
- Genre : Drame
- Durée : 198 minutes
- Dates de sortie : 
  -  Allemagne de l'Ouest : 20 mai 1983

## Distribution
- Manfred Zapatka : Heinz
- Imke Barnstedt : Renate
- Gundula Petrovska : Rosi
- Gabriele Fischer : Susi
- Johanna Sophia : Helga
- Birgit Anders : Monika

## Distinctions
Le film a été présenté en sélection officielle en compétition lors de Berlinale 1983.